# Arsenał Kijów
Futbolnyj Kłub „Arsenał” Kijów (ukr. Футбольний клуб «Арсенал» Київ) – ukraiński klub piłkarski, mający siedzibę we wsi Szczasływe, rejon boryspolski, obwód kijowski, na północy kraju, działający z przerwami w latach 1925–2019.

## Historia
Chronologia nazw:
- 1925: Czerwonopraporny Zawod Kijów (ukr. «Червонопрапорний завод» Київ, ros. «Краснознамённый завод» Киев)
- 1936: Arsenał Kijów (ukr. «Арсенал» Київ, ros. «Арсенал» Киев)
- 1936: Zenit Kijów (ukr. «Зеніт» Київ, ros. «Зенит» Киев)
- 1951: Maszynobudiwnyk Kijów (ukr. «Машинобудівник» Київ, ros. «Машиностроитель» Киев)
- 1954: Zenit Kijów (ukr. «Зеніт» Київ, ros. «Зенит» Киев)
- 1955: Maszynobudiwnyk Kijów (ukr. «Машинобудівник» Київ, ros. «Машиностроитель» Киев)
- 1959: Arsenał Kijów (ukr. «Арсенал» Київ, ros. «Арсенал» Киев)
- 1980: klub rozwiązano
- 2001: Arsenał Kijów (ukr. «Арсенал» Київ) – po reorganizacji CSKA Kijów
- 2013: klub rozwiązano
- 2014: Arsenał Kijów (ukr. «Арсенал» Київ)
- 2019: klub rozwiązano

Klub Arsenał Kijów został założony w Kijowie 14 lipca 1925 roku. Tego dnia fabryka „Arsenał” otworzyła obiekt sportowy z boiskiem piłkarskim, na którym „strzelcy” rozegrali swój pierwszy mecz w historii. 1500 kibiców obejrzało grę. Tak jak wówczas zakład nazywał się Czerwonopraporny Zawod (Zakład Czerwonego Sztandaru), to i drużyna piłkarska występowała z taką nazwą w mistrzostw Kijowa. 18 lipca 1936 roku zespół startował w rozgrywkach Pucharu ZSRR, ale został zatrzymany już w pierwszej rundzie (1/64 finału) przez Krasnoje Znamia Jegorjewsk (3:3 i powtórka 19 lipca 0:3). Kilka dni wcześniej, 5 lipca 1936 roku powstało Ochotnicze Towarzystwo Sportowe „Zenit” działające w związkach zawodowych ZSRR, zrzeszając koła wychowania fizycznego pracowników gałęzi przemysłu obronnego. W mistrzostwach Kijowa 1936 roku klub występował z nazwą Zenit Kijów. W 1949 roku Zenit debiutował w mistrzostwach Ukraińskiej SRR.
W latach 1951–1959 w zakładzie funkcjonowało sześć drużyn piłkarskich. Pięciu z nich reprezentował klub sportowy Towarzystwa „Arsenał”. Zostali mistrzami miasta zespoły fabryczne „Peczerski Rejon” (w 1953) i „Zenit” (w 1954). W mistrzostwach i Pucharze Ukrainy wśród zespołów amatorskich Towarzystwo Sportowe „Arsenał” reprezentowała drużyna Maszynobudiwnyk Kijów. W 1954 i 1958 zespół ten został mistrzem Ukraińskiej SRR. W 1954 i 1955 roku zdobył Puchar Ukraińskiej SRR. Ten sukces pozwolił Maszynobudiwnykowi dwa razy z rzędu startować w Pucharze ZSRR. W 1959 roku, w związku z rozszerzeniem Klasy B Mistrzostw ZSRR, klub otrzymał promocję do zawodowych mistrzostw. W debiutanckim sezonie 1959 zespół zajął piąte miejsce w grupie 2 Klasy B. W następnym sezonie awansował na trzecią lokatę w grupie. W rozgrywkach Pucharu ZSRR zespół został zwycięzcą turnieju grupowego, a potem dotarł do 1/16 finału. W 1961 zajął końcowe 30.miejsce, a w 1962 został sklasyfikowany na 22.pozycji w końcowej tabeli ukraińskiej grupy Klasy B. W 1963 po reorganizacji systemu lig ZSRR poziom Klasy B spadł do trzeciego poziomu. Klub zakończył rozgrywki na 20.miejscu.
Od 1960 roku organizowano baraże o prawo gry w Klasie B pomiędzy drużyną obwodu, która zajęła najniższą pozycję z klasy B a najlepszą drużyną mistrzostw obwodu (z wyjątkiem drużyn Klasy B z miejsc 1-3 w swojej grupie). W pierwszych barażach wygrał 0:0, 2:0 z zespołem Żowtnewy Rajon Kijów. W 1961 i 1962 wygrał z drużyną Temp Kijów 2:1, 3:1 oraz 2:0, 2:3 odpowiednio, ale w 1963 przegrał w dwumeczu 2:2, 0:1 i ustąpił Tempu swoje miejsce w Klasie B.
Później jako zespół amatorski miejskiego przedsiębiorstwa „Fabryka Arsenał” kontynuował występy w mistrzostwach Kijowa. Również w 1972, 1973, 1974, 1975, 1976, 1977, 1979 i 1980 brał udział w mistrzostwach Ukraińskiej SRR wśród amatorów, a w 1974, 1978 i 1980 w rozgrywkach Pucharu Ukraińskiej SRR wśród amatorów.
Latem 2001 roku pojawiły się plotki o utworzeniu miejskiego klubu piłkarskiego. Ponieważ stworzenie zupełnie nowego klubu wymagało dużo pieniędzy i czasu (co najmniej dwa lata, aby dostać się do Wyższej ligi), jedynym wyjściem była reorganizacja państwowego przedsiębiorstwa Ministerstwa Obrony Ukrainy CSKA Kijów, tak jak na początku nowego tysiąclecia ukraińskie wojsko nie było w stanie utrzymywać klub. Pod koniec pierwszej rundy Mistrzostw Ukrainy w piłce nożnej 2001/02, które CSKA zakończył na 9.miejscu, 18 grudnia 2001 Rada Miasta Kijowa zdecydowała o utworzeniu FK „Arsenał” Kijów Sp.z o.o. Jednak jako osoba prawna CSKA pozostał członkiem Wyższej ligi. Dopiero po osobistym spotkaniu burmistrza Ołeksandra Omelczenki z prezydentem CSKA Ołeksandrem Danylczukiem w lutym 2002 Arsenal osiągnął porozumienie, aby zagrać w Wyższej lidze na zasadzie następcy klubu wojskowego. Jednak wojskowy klub nie zniknął, klub CSKA-2 Kijów, który występował w Pierwszej Lidze przyjął nazwę CSKA Kijów i kontynuował tradycje wojskowej drużyny.
Władze Kijowa początkowo radziły sobie z prowadzeniem drużyny, jednak po kilku sezonach klub stał się zbyt dużym obciążeniem dla miasta. W 2007 właścicielem drużyny został biznesmen Wadym Rabinowycz, który w styczniu 2009 sprzedał go synowi mera Kijowa Stepanowi Czernoweckiemu, aby móc startować w wyborach Prezydenta Premier-lihi. Jednak nie udało się zająć stanowiska i w lipcu 2009 z powrotem wykupił klub i został jego właścicielem. W końcu 2012 roku klub dotknęły problemy finansowe. Wielu piłkarzy otrzymało status wolnego gracza i odeszło do innych klubów, inni zgodzili się na trzykrotne obniżenie wynagrodzenia. Prezes klubu szukał nowych sponsorów. W lutym 2013 nowym właścicielem klubu został Ołeksandr Onyszczenko. 29 października 2013 klub ogłosił o rezygnacji z mistrzostw Ukrainy oraz rozpoczął proces bankructwa. 21 listopada 2013 klub został zdyskwalifikowany z listy klubów Premier-lihi, a jako że drużyna nie rozegrała połowy meczów w sezonie, wszystkie dotychczasowe wyniki z udziałem Arsenału zostały anulowane.
27 kwietnia 2014 klub został odrodzony. Nowym właścicielem i inwestorem klubu został znany ukraiński kierowca i biznesmen Ołeksij Kikireszko, a głównym trenerem Andrij Annenkow. Ogłoszono, że zespół startuje w mistrzostwach Kijowa, a jesienią debiutuje w rozgrywkach Drugiej ligi. W czerwcu 2015 klub ponownie otrzymał licencję klubu profesjonalnego i startował w Drugiej Lidze.
12 lutego 2018 ogłoszono, że nowym prezydentem i współwłaścicielem klubu został były zawodnik Arsenału, Chorwat Ivica Pirić. W sezonie 2017/2018 zespół zajął pierwsze miejsce w Pierwszej lidze i uzyskał promocję do Premier-lihi. W pierwszym sezonie po powrocie do najwyższej ligi zajął ostatnie 12.miejsce i spadł do Pierwszej ligi.
22 lipca 2019 roku klub zrezygnował z rozgrywek w Pierwszej lidze.

## Barwy klubowe, strój
|  |  |

Klub ma barwy czerwono-niebieskie. Zawodnicy domowe spotkania zazwyczaj grają w czerwonych koszulkach, niebieskich spodenkach oraz czerwonych getrach.

## Sukcesy

### Trofea międzynarodowe
| \| \| Zdobyte trofea w rozgrywkach międzynarodowych (stan na: 31-05-2019) \| |                                                                     |      |          |
| Rozgrywki                                                                    | Osiągnięcie                                                         | Razy | Sezon(y) |
| · Liga Europy · (Puchar UEFA)                                                | zdobywca                                                            | 0    |          |
| · Liga Europy · (Puchar UEFA)                                                | finalista                                                           | 0    |          |
| · Liga Europy · (Puchar UEFA)                                                | 3.runda kw.                                                         | 1    | 2012/13  |
| FIFA                                                                         | Zdobyte trofea w rozgrywkach międzynarodowych (stan na: 31-05-2019) |      |          |

### Trofea krajowe
Ukraina
| \| \| Zdobyte trofea w rozgrywkach Ukrainy (stan na: 31-05-2012) \| |                                                            |      |                  |
| Rozgrywki                                                           | Osiągnięcie                                                | Razy | Sezon(y)         |
| · Mistrzostwo                                                       | I miejsce                                                  | 0    |                  |
| · Mistrzostwo                                                       | II miejsce                                                 | 0    |                  |
| · Mistrzostwo                                                       | III miejsce                                                | 0    |                  |
| · Mistrzostwo                                                       | 5.miejsce                                                  | 2    | 2002/03, 2011/12 |
| Puchar                                                              | zdobywca                                                   | 0    |                  |
| Puchar                                                              | finalista                                                  | 0    |                  |
| Puchar                                                              | półfinalista                                               | 1    | 2010/11          |
| II liga                                                             | I miejsce                                                  | 1    | 2017/18          |
| II liga                                                             | II miejsce                                                 | 0    |                  |
| II liga                                                             | III miejsce                                                | 0    |                  |
| Ukraina                                                             | Zdobyte trofea w rozgrywkach Ukrainy (stan na: 31-05-2012) |      |                  |

- Druha liha (D3):
  - 6.miejsce (1x): 2015/16

ZSRR
| \| \| Zdobyte trofea w rozgrywkach Związku Radzieckiego (stan na: 1-01-1992) \| |                                                                        |      |          |
| Rozgrywki                                                                       | Osiągnięcie                                                            | Razy | Sezon(y) |
| Mistrzostwo                                                                     | I miejsce                                                              | 0    |          |
| Mistrzostwo                                                                     | II miejsce                                                             | 0    |          |
| Mistrzostwo                                                                     | III miejsce                                                            | 0    |          |
| Puchar                                                                          | zdobywca                                                               | 0    |          |
| Puchar                                                                          | finalista                                                              | 0    |          |
| Puchar                                                                          | 1/32 finału                                                            | 1    | 1954     |
| II liga                                                                         | I miejsce                                                              | 0    |          |
| II liga                                                                         | II miejsce                                                             | 0    |          |
| II liga                                                                         | III miejsce                                                            | 1    | 1960     |
|                                                                                 | Zdobyte trofea w rozgrywkach Związku Radzieckiego (stan na: 1-01-1992) |      |          |

- Wtoraja liga (D3):
  - 10.miejsce (1x): 1964 (gr.ukraińska)

## Poszczególne sezony

### Rozgrywki międzynarodowe

#### Europejskie puchary
Legenda do wszystkich tabel:
- Q – runda eliminacyjna, 1/16, 1/8, 1/4, 1/2 – odpowiednia faza rozgrywek, Grupa – runda grupowa, 1r gr – pierwsza runda grupowa, 2r gr – druga runda grupowa, F – finał, R – runda, PO – play-off
- k. – rzuty karne, los. – losowanie, Dogr. – dogrywka, w. – zasada bramek strzelonych na wyjeździe

| Sezon   | Rozgrywki   | Runda | Przeciwnik | Dom | Wyjazd | Ogólnie |
| ------- | ----------- | ----- | ---------- | --- | ------ | ------- |
| 2012/13 | Liga Europy | 3Q    | ND Mura 05 | 0–3 | 2–0    | 2–3     |

### Rozgrywki krajowe
| \| \| Bilans występów klubu w rozgrywkach piłkarskich Związku Radzieckiego (Stan na 31 grudnia 1992 r.) \| |                                                                                                   |        |       |   |   |   |    |    |     |           |        |        |      |
| Poziom | Rozgrywki                                                                                         | Sezony | Mecze | Z | R | P | B+ | B– | Pkt | Lata      | Awanse | Spadki | Naj. |
| I | Wysszaja Liga                                                                                     | 0      |       |   |   |   |    |    |     |           |        |        |      |
| II | Klass B – gr.ukraińska                                                                            | 4      |       |   |   |   |    |    |     | 1959–1962 | 0      | 1      | 3    |
| III | Klass B – gr.ukraińska                                                                            | 2      |       |   |   |   |    |    |     | 1963–1964 | 0      | 1      | 10   |
| | Puchar ZSRR                                                                                       | ?      |       |   |   |   |    |    |     | 1936–1964 | 0      | 0      | 1/32 |
| | Bilans występów klubu w rozgrywkach piłkarskich Związku Radzieckiego (Stan na 31 grudnia 1992 r.) |        |       |   |   |   |    |    |     |           |        |        |      |

| \| Ukraina \| Bilans występów klubu w rozgrywkach piłkarskich Ukrainy (Stan na 31 maja 2019 r.) \| \| |                                                                                   |        |       |   |   |   |    |    |     |                      |        |        |      |
| Poziom                                                                                                | Rozgrywki                                                                         | Sezony | Mecze | Z | R | P | B+ | B– | Pkt | Lata                 | Awanse | Spadki | Naj. |
| I | Wyszcza liha/Premier-liha                                                         | 14     |       |   |   |   |    |    |     | 2002–2013, 2018/19   | 0      | 2      | 5    |
| II | Persza liha                                                                       | 2      |       |   |   |   |    |    |     | 2016–2018            | 1      | 0      | 1    |
| III                                                                                                   | Druha liha                                                                        | 1      |       |   |   |   |    |    |     | 2004/05–2005/06      | 1      | 0      | 6    |
| | Puchar Ukrainy                                                                    | ?      |       |   |   |   |    |    |     | 2002–2013, 2015–2019 | 0      | 0      | 2    |
| Ukraina                                                                                               | Bilans występów klubu w rozgrywkach piłkarskich Ukrainy (Stan na 31 maja 2019 r.) |        |       |   |   |   |    |    |     |                      |        |        |      |

## Piłkarze, trenerzy, prezydenci i właściciele klubu

### Piłkarze
W latach 2002–2006 w Arsenale występował Maciej Kowalczyk.

### Trenerzy
- 1959–07.1960:  Josyp Lifszyć
- 08.1960–1961:  Abram Łerman
- 1961:  Josyp Lifszyć
- 1962:  Mychajło Czyrko
- 1963:  Mychajło Korsunski
- 1980–1984:  Wołodymyr Anufrijenko

...
- 01.2002–06.2002:  Ołeh Kuzniecow
- 07.2002–08.2002:  Wołodymyr Bezsonow
- 08.2002–05.2004:  Wjaczesław Hrozny
- 05.2004–06.2004:  Serhij Krakowski
- 07.2004–10.2005:  Ołeksandr Baranow
- 11.2005:  Ihor Babinczuk
- 01.2006–05.2007:  Ołeksandr Zawarow
- 05.2007:  Wasyl Jewsiejew
- 06.2007–02.2010:  Ołeksandr Zawarow
- 02.2010–04.2010:  Wjaczesław Hrozny
- 04.2010–05.2010:  Wasyl Jewsiejew (p.o.)
- 05.2010–05.2011:  Jurij Bakałow
- 02.06.2011–08.12.2012:  Leanid Kuczuk
- 05.01.2013–10.10.2013  Jurij Bakałow (p.o.)
- 10.10.2013–29.10.2013:  Serhij Zakarluka (p.o.)
- 11.2013–04.2014: klub nie istniał
- 27.04.2014–12.08.2015:  Andrij Annenkow
- 13.08.2015–15.12.2015:  Angeł Czerwenkow
- 23.12.2015–22.06.2018:  Serhij Litowczenko
- 22.06.2018–23.09.2018:  Fabrizio Ravanelli
- 01.10.2018–09.01.2019:  Wjaczesław Hrozny
- 16.01.2019–:  Ihor Łeonow

### Prezydenci
- 2001–2006: Ołeksandr Omelczenko (Administracja miasta Kijów)
- 2006–2007: Łeonid Czernowecki (Administracja miasta Kijów)
- 2007–2013: Wadym Rabinowycz
- 2013: Ołeksandr Onyszczenko
- 2014–2018: Ołeksij Kikirieszko
- od 2018: Ivica Pirić (współwłaściciel)

## Struktura klubu

### Stadion
Klub piłkarski rozgrywa swoje mecze domowe na stadionie Arsenał-Arena we wsi Szczasływe, który może pomieścić 1000 widzów.
Do lata 2017 klub nie posiadał własnego stadionu. W pierwszym sezonie po reaktywacji Arsenał rozgrywał swoje spotkania domowe na wojskowym stadionie CSKA w Kijowie. Średnia frekwencja wynosiła 7 tys. W latach 2002–2006 macierzystym stadionem był Narodowy Sportowy Kompleks Olimpijski, ale średnia frekwencja stawała się coraz mniejsza. W 2005 roku przez problemy finansowe Arsenał przeniósł się na stadion NTK Bannikowa, który nie jest stadionem spełniającym wymogi spotkań Premier-Ligi a tylko służącym jako boisko treningowe. Potem klub był zmuszony dzielić z Dynamem Kijów jego stadion Dynamo im. Walerego Łobanowskiego. Kiedyś grał nawet na stadionie Kołos w Boryspolu, bo stadion Dynamo był zajęty. Gdy klub został kupiony przez Wadyma Rabinowycza Arsenał powrócił do NSK Olimpijski. Nowy prezes załatwił wolne wejście na stadion oraz zorganizował oglądanie gier Arsenału przez żołnierzy garnizonu kijowskiego i przez studentów. Kilka meczów było obserwowanych przez 30 tys. widzów. Po zamknięciu Olimpijskiego w czerwcu 2008 na rekonstrukcję do Euro 2012 klub rozgrywał swoje mecze domowe na stadionach Obołoń, NTK im. Bannikowa oraz Dynamo im. Walerego Łobanowskiego. Prezes Wadym Rabinowycz obiecał wzniesienie własnego boiska w miejscowości „Czerwony chutir” w okolicach stacji metra Boryspilska, ale do spełnienia obiecanek jak dotąd nie doszło. Dopiero w 2017 klub został właścicielem obiektu we wsi Szczasływe, po czym stadion Kniaża Arena został przemianowany na Arsenał-Arena.

### Inne sekcje
Klub prowadzi drużyny dla dzieci i młodzieży w każdym wieku.

### Sponsorzy
Sponsorem technicznym jest amerykańska firma Nike. Sponsorem głównym jest od 2018 firma Favorit Sport oraz Vegeta.

## Kibice i rywalizacja z innymi klubami

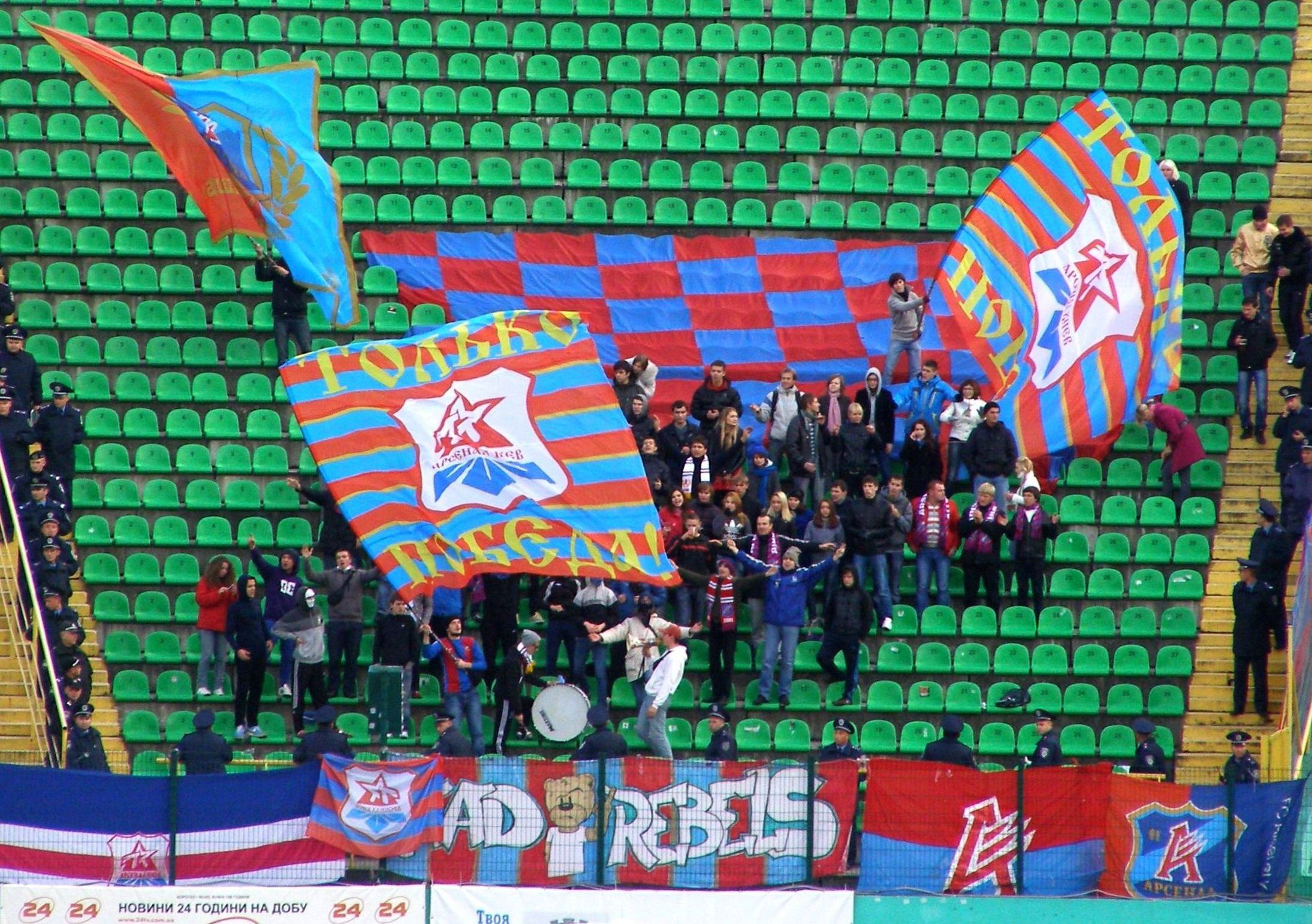
Kibice Arsenału w 2011 podczas meczu we Lwowie.

### Kibice
Ze względu na dominację prawicowych kibiców piłki nożnej na Ukrainie, kibice Arsenału „Szaleni Rebelianci” skłaniają się mocno ku ruchowi antyfaszystowskiemu i są w większości postrzegani jako zwolennicy lewicy. Kolory używane przez kibiców pokrywają się z kolorami flagi Ukraińskiej SRR, a ponadto fabryka Kijów Arsenał jest związany z pro-bolszewicką postawą względem wydarzeń mających miejsce podczas powstanie w Kijowie w 1918, po którym miasto weszło pod kontrolę Rosji Radzieckiej. Zwolennicy Arsenalu mogą być również kojarzeni z Partyzanem Mińsk, którego kibice identyfikowali się z podobnymi postawami politycznymi.

### Rywalizacja
Największym rywalem kibiców Arsenału jest Dynamo Kijów, którego środowiska kibicowskie powiązane są z postawami nacjonalistycznymi i prawicowy. Rywalizują też z inną kijowską drużyną, CSKA Kijów, nie tylko na płaszczyźnie politycznej, ale także ze względu na kontrowersyjne przenikanie się historii obu klubów. Innymi zaciekłymi rywalami są Karpaty Lwów i FK Dnipro.

### Derby
- Dynamo Kijów
- CSKA Kijów
- Obołoń Kijów
- FK Dnipro
- Karpaty Lwów
- Worskła Połtawa